# Kentucky
Kentucky, oficialment la Mancomunitat de Kentucky (en anglès: Commonwealth of Kentucky), és un estat dels Estats Units d'Amèrica considerat un estat del sud. Va ser el 15è estat admès a la unió.
És un topònim iroquès que vol dir «terra de prats, pastura».

## Formació
La majoria dels colons de Kentucky provenien de la Colònia de Virgínia i, a mesura que els assentaments creixien, les demandes al govern també van créixer. Els colons volien la protecció i els serveis que el govern de Virgínia proporcionava a les zones costaneres però els britànics van descuidar els colons i Kentucky es va unir a la resta de la colònia de Virgínia en la rebel·lió de 1776. Buscant explotar el moviment separatista, durant la Guerra de la Secessió, tant Gran Bretanya, que volia un aliat, com Espanya, que volia que Kentucky reconegués les seves reclamacions a la regió del riu Mississipi. Després de la Declaració d’Independència i la transició de Virgínia de colònia a l'estat més gran de la unió, des del 1784 va buscar la separació de Virgínia i l'admissió com a Estat en virtut dels Articles de la Confederació en 1792.

## Població
Segons el cens dels EUA del 2000 a l'estat hi havia censats 25.227 amerindis nord-americans (0,6%). Per tribus, les principals són els cherokees (9.456), blackfoot (754), sioux (487), choctaw (418), apatxes (395), iroquesos (280) i anishinaabemowin (271).

## Àrees protegides
- Parc Històric Nacional del Lloc de Naixement d'Abraham Lincoln[3]
- Parc Històric Nacional del Coll de Cumberland (parcial)[4]
- Parc Nacional de la Cova Colossal[5]